# فریتس والتر
فردریش فریتس والتر(به آلمانی: Friedrich „Fritz“ Walter)‏(زاده: ۳۱ نوامبر ۱۹۲۰ درکایزرسلاوترن، آلمان؛ درگذشته به ۱۷ ژوئن ۲۰۰۲، آلمان )زاده شد.او یکی از نام آورترین و محبوب‌ترین بازیکنان فوتبال آلمان در دهه‌های ۴۰ و ۵۰ میلادی بود. وی به عنوان کاپیتان تیم ملی فوتبال آلمان، با این تیم در سال ۱۹۵۴ در سوییس به مقام قهرمانی جهان دست یافت.

## دوران باشگاهی
هفت ساله بود که فوتبال را با تیم خردسالان این شهر آغاز کرد. نخست به عنوان مدافع سمت راست بازی می‌کرد، اما بعدها به خط میانی و حمله منتقل شد. در هفده سالگی مهاجم ثابت تیم اول کایزرسلاترن بود. فریتس والتر همواره به تیم باشگاهی خود وفادار ماند.
در روزهای اوج فعالیت ورزشی والتر، باشگاه‌های صاحب‌نام اروپا چون اینترمیلان ایتالیا و راسینگ پاریس فرانسه پیشنهاد خرید او را دادند. راسینگ برای خرید او ۲۵۰ هزار مارک و آتلتیکو مادرید حتی ۵۰۰ هزار مارک پیشنهاد کرد. این ارقام در آن زمان نجومی به شمار می‌رفت. اما والتر به همه پیشنهادها پاسخ منفی داد و در کایزرسلاترن ماند.

## دوران ملی
فریتس والتر بیست ساله بود که از طرف سپ هربرگر مربی پرآوازه‌ی آلمان به تیم ملی فراخوانده شد. وی نخستین بازی خود را در ۱۴ ژوئیه ۱۹۴۰ در مقابل تیم ملی رومانی انجام داد و در پیروزی ۹ بر ۳ آلمان بر این تیم، سه بار موفق شد دروازه‌ی حریف را فروریزد.

### فریتس والتر از اسیر جنگی تا قهرمان فوتبال جهان

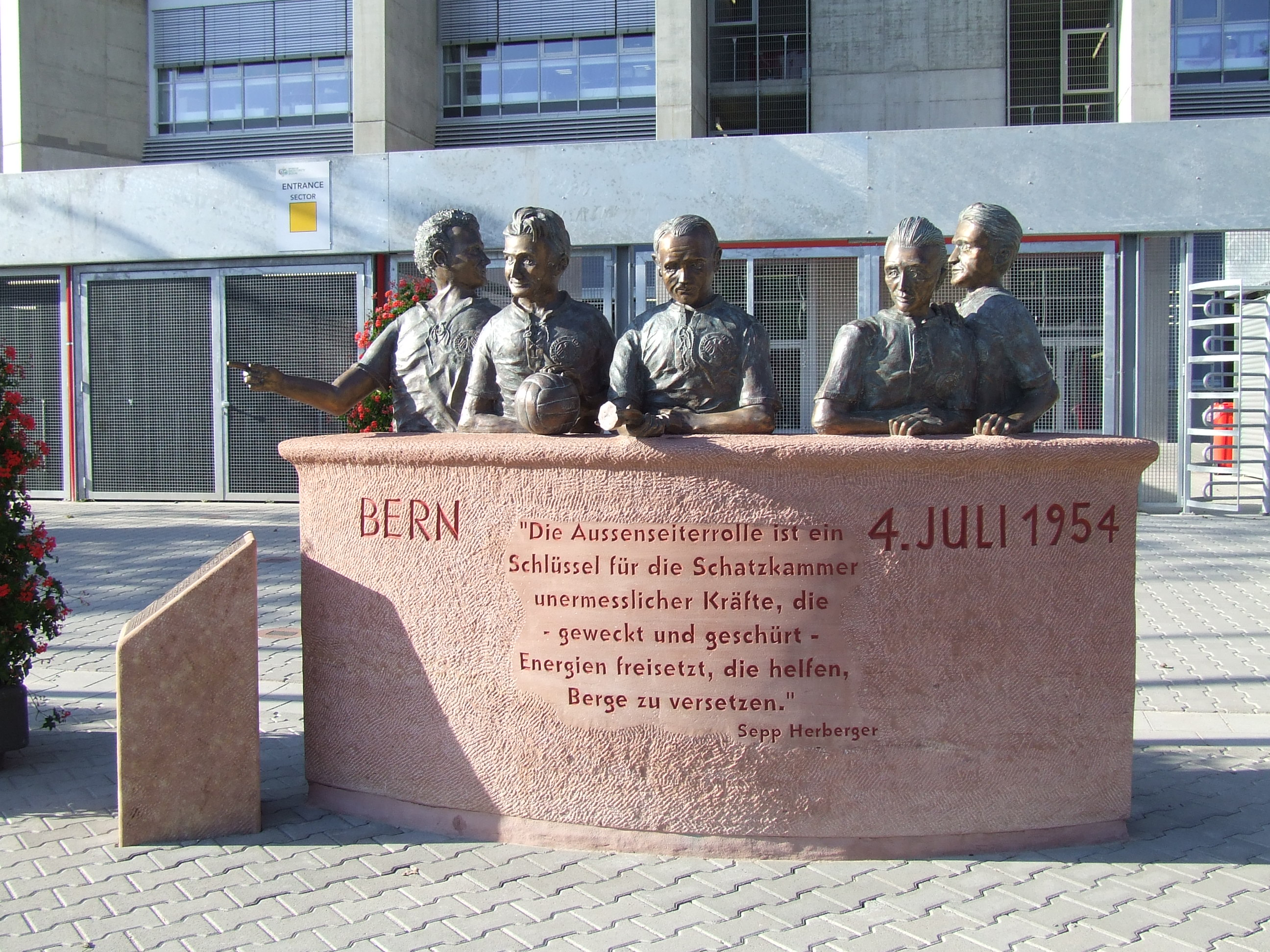
مجسمه یادبود بازیکنان کایزرسلاوترن در جام جهانی سال ۱۹۵۴ در مقابل ورزشگاه فریتز والتر از چپ به راست: ورنر لیبریش ٬ فریتس والتر ٬ ورنر کهل‌مه‌یر ٬ هورست اکل و آرمیک والتر

والتر در جنگ جهانی دوم، به خدمت نظام فراخوانده و سرباز توپخانه شد. وی در ارتش از فعالیت ورزشی خود دست نکشید و جزو تیم فوتبال سربازان بود. اما در جریان جنگ به اسارت ارتش شوروی درآمد. اینکه به سیبری فرستاده نشد، به معجزه‌ای می‌ماند که خود داستانی شنیدنی است.
والتر که در اردوی اسیران جنگی در رومانی به تب مالاریا دچار و ضعیف شده بود، گاهی با نگهبانان مجاری و اسلواکی اردوگاه که یک تیم فوتبال تشکیل داده بودند بازی می‌کرد. هم آنان بودند که او را به عنوان بازیکن تیم ملی فوتبال آلمان بازشناختند و به فرمانده روس اردوگاه «سرهنگ شوکف» معرفی کردند. این سرهنگ روس که خود نیز شیفته‌ی ورزش فوتبال بود، از تبعید فریتس والتر و برادرش لودویگ به سیبری ممانعت به عمل آورد.
بعدها هر گاه از والتر می‌پرسیدند که آیا بازی نهایی جام جهانی در مقابل مجارستان که به قهرمانی آلمان منجر گردید مهم‌ترین بازی زندگی او بوده یا نه، در پاسخ می‌گفت: «نه! من مهم‌ترین بازی زندگیم را در آن اردوگاه اسیران جنگی انجام داده‌ام».
والتر پس از وقفه‌ی ناشی از جنگ، در سال ۱۹۵۱ به تیم ملی فوتبال آلمان بازگشت. سه سال بعد، آلمان در رقابت‌های جام جهانی سال ۱۹۵۴ در سوییس به بازی نهایی راه یافت. حریف این تیم، تیم ملی فوتبال مجارستان بود که شانس مسلم قهرمانی به شمار می‌رفت. اما تیم آلمان که بعدها به نام «تیم والتر» معروف شد، «معجزه‌ی برن» را آفرید و مجارستان را با نتیجه‌ی سه بر دو شکست داد و قهرمان جهان شد. .

### سالهای بعد از جنگ
چهار سال پس از آن، والتر دوباره با تیم آلمان راهی مسابقات جام جهانی در سوئد شد. آلمان در دیدار نیمه نهایی در مقابل سوئد میزبان مسابقات قرار گرفت. اما این تیم نتوانست موفقیت دوره‌ی قبل خود را تکرار کند و نه تنها در این بازی با نتیجه‌ی سه بر یک شکست خورد و از راهیابی به بازی نهایی بازماند، بلکه کاپیتن خود فریتس والتررا نیز به دلیل آسیب‌دیدگی شدید از دست داد. آلمان در آن دوره از مسابقات به مقام چهارم بسنده کرد و فریتس والتر نیز پس از آن، کناره‌گیری خود را از تیم ملی اعلام نمود.
استادیوم فوتبال کایزرسلاوترن که «بتسن‌برگ» نام داشت، در نوامبر سال ۱۹۸۵ به احترام این ستاره‌ی پیشین فوتبال آلمان، به «استادیوم فریتس والتر» تغییر نام یافت.
خود او در باره‌ی این نامگذاری گفت: «من در هشت سالگی آنجا آغاز کردم و در ۳۹ سالگی فعالیت خود را پایان دادم. این استادیوم برای من «بتسه» (بتسن‌برگ) است، اما اینکه حالا استادیوم فریتس‌والتر نام دارد هم مورد مخالفت من نیست و حتا کمی به آن افتخار می‌کنم».
والتر نخواست فعالیت ورزشی خود را از راه مربیگری دنبال کند و دو بار دعوت برای جانشینی سپ هربرگر و مربیگری تیم ملی فوتبال آلمان را رد کرد. او به فعالیت‌های اجتماعی روی آورد و نماینده‌ی «بنیاد سپ هربرگر» شد. کار این بنیاد، کمک به جوانانی بود که در نتیجه‌ی خلافکاری به زندان افتاده بودند و پس از آزادی می‌خواستند به زندگی عادی بازگردند. فریتس والتر در ۱۷ ژوئن ۲۰۰۲ در سن ۸۱ سالگی چشم از جهان فروبست..